# Kaharlyk
Kaharlyk (in ucraino Кагарлик?; in russo Кагарлык?, Kagarlyk) è una città dell'Ucraina (13 133 abitanti) situata nel distretto di Obuchiv, nell'oblast' di Kiev. Ospita l'amministrazione della comunità territoriale di Kaharlyk, una delle comunità territoriali dell'Ucraina.
Fino al 18 luglio 2020 Kaharlyk è stata il centro amministrativo del distretto di Kaharlyk, abolito come parte della riforma amministrativa dell'Ucraina, che ha ridotto a sette il numero dei distretti dell'oblast' di Kiev. L'area del distretto di Kaharlyk è stata trasferita al distretto di Obuchiv.
Nel XIX secolo la città di Kagarlyk faceva parte del Kagarlyk volost' dell'uezd di Kiev della Governatorato di Kiev.